# Takajärvi (sjö i Egentliga Tavastland)
Takajärvi är en sjö i Finland. Den ligger i kommunen Hattula i landskapet Egentliga Tavastland, i den södra delen av landet, 100 km norr om huvudstaden Helsingfors. Takajärvi ligger 109,6 meter över havet. Arean är 5,99 kvadratkilometer och strandlinjen är 26,36 kilometer lång. Sjön  ingår i Kumo älvs huvudavrinningsområde.   I omgivningarna runt Takajärvi växer i huvudsak blandskog. Den sträcker sig 2,8 kilometer i nord-sydlig riktning, och 4,6 kilometer i öst-västlig riktning.
I övrigt finns följande i Takajärvi:
- Pyhäsaari (en ö)
- Hitonsaari (en ö)
- Hiukia (en ö)
- Parisaaret (en ö)
- Kotsaari (en ö)
- Lumiriippa (en ö)
- Pajusaari (en ö)